# 中野共立病院
中野共立病院（なかのきょうりつびょういん）は、東京都中野区にある民間病院。社会医療法人社団健友会が運営する。救急告示病院。全日本民主医療機関連合会（民医連）に加盟している。

## 沿革
- 1949年 - 城西診療所の開設
- 1957年 - 城西病院の開設
- 1964年 - 城西病院が中野共立病院に名称変更
- 1997年 - 中野共立診療所開設（中野共立病院の外来部門から独立）
- 2005年 - 新病院建設開始
- 2017年 - 無料低額診療事業を開始

## 診療科
- 内科系 - 内科、呼吸器内科、消化器内科、人工透析内科(透析病床30床[2])
- 外科系 - 外科
- 救急科
- 放射線科
- リハビリテーション科

## 医療機関の指定
(この節の出典)
- 保険医療機関
- 原子爆弾被害者一般疾病医療取扱医療機関
- 労災保険指定医療機関
- 公害医療機関
- 指定自立支援医療機関(更生医療(腎臓))
- 臨床研修病院
- 身体障害者福祉法指定医の配置されている医療機関
- 在宅療養支援病院
- 生活保護法指定医療機関
- 無料低額診療事業実施医療機関
- 戦傷病者特別援護法指定医療機関
- 第二種感染症指定医療機関[4]

## 特色
- 回復期リハビリテーション病床（55床）、地域包括ケア病床（19床）を展開している。
- 強化型在宅療養支援病院として、訪問診療を積極的に展開している。
- 入院時保証金（預り金）や個室の差額室料を徴収していない。
- 地域住民による組織として「中野共立健康友の会」が存在し、健康・生きがいづくりの活動を行っている。

## 交通アクセス
- JR東日本中央本線・東京メトロ東西線「中野駅」北口下車、徒歩7分[3]。
- 西武新宿線「新井薬師前駅」下車 徒歩15分[3]。

## 主な関連施設
- 中野共立診療所（中野区中野）
- 江古田沼袋診療所（中野区沼袋）
- 川島診療所（中野区弥生町）
- 城西診療所（中野区中野）
- やまと診療所（中野区大和町）
- 桜山診療所（中野区東中野）
- 西荻窪診療所（杉並区西荻南）
- 天沼診療所（杉並区天沼）
- 桃井診療所（杉並区荻窪）
- 上高田訪問看護ステーション（中野区上高田）
- 西荻南訪問看護ステーション（杉並区西荻南）
- ヘルパーステーションほっと（中野区中野）

## 関連人物
- 坂内三夫 - 日本の社会運動家。全国労働組合総連合（全労連）元議長。(中野共立病院元職員)

## 周辺
- 中野五郵便局
- 巣鴨信用金庫 中野支店
- みずほ銀行 中野北口支店
- 中野ブロードウェイ
- ライフ中野駅前店